# Lissonota transsylvanica
Lissonota transsylvanica är en stekelart som beskrevs av Constantineanu och Ciochia 1968. Lissonota transsylvanica ingår i släktet Lissonota och familjen brokparasitsteklar. Inga underarter finns listade i Catalogue of Life.